# 泊まれる演劇
泊まれる演劇とは、日本のイマーシブシアターの劇団である。ホテルを舞台としたナイトエンターテインメントを提供している。

## 概要
L&Gグローバルビジネスが運営する京都のブティックホテル『HOTEL SHE, KYOTO』のスタッフであり、プロデューサーである花岡が、HOTEL SHE,の『ホテルはメディアである』という理念の元、ホテルを舞台にしたイマーシブシアター（没入型演劇）プロジェクト『泊まれる演劇』を発案。ホテルの中をさまよい歩いたり、観客にも役割が与えられることで、客席とステージの境界線を感じることなく、その演劇の世界に入り込んだように楽しむことができるのが特徴。
SNSを通して脚本家やアクター、音楽家、デザイナーなど様々な分野のクリエイターを募り、リアル・オンラインに限らず、常に実験的な演目制作をおこなっている。
2019年10月3日に、ホテルを舞台にしたイマーシブシアタープロジェクト『泊まれる演劇』を発表。またSNSで作品制作を支えるクリエイターを公募、100件を越す応募が集まった。
2020年1月16日に、泊まれる演劇の旗揚げ公演『MIDNIGHT MOTEL』を同年6月3日より上演することを発表。当時、泊まれる演劇は一回限りの短期イベントの予定だったが、大きな反響を受け、定期的に作品を上演するスタイルへと移行していく。
2020年4月4日に、新型コロナウイルスの感染拡大状況を踏まえ、『MIDNIGHT MOTEL』の開催延期を発表。同時に、イマーシブシアターをオンライン上で展開するプロジェクト『泊まれる演劇 In Your Room』をスタートする。
2020年4月12日に、泊まれる演劇 In Your Roomの初演作である『ROOM 101』を5月１日より上演することを発表。脚本・演出・出演キャスト含め、全て『MIDNIGHT MOTEL』とは別構成の作品となり、ビデオ会議サービスZoomで有料オンライン配信をおこなった。同作品は大好評中で終演し、同年7月17日より再演をおこなった。
2020年5月6日、『ROOM 101』の千秋楽において、第二回オンライン公演『ROOM 102』を6月24日より上演することを発表。
2020年6月24日、『ROOM 102』の初日に、第三回オンライン公演『ANOTHER DOOR』・泊まれる演劇初の宿泊型公演『STRANGE NIGHT』を同夏に上演することを発表。『STRANGE NIGHT』は新型コロナウイルス対策として、出演者のマウスシールドの装着や、１ステージあたりのキャパシティを最大4組8名に絞るなど、ソーシャルディスタンスのもと上演された。
2020年11月6日に、第四回オンライン公演『ANOTHER DOOR -ホーリーシーズン-』を12月15日より上演することを発表。これまで舞台となるホテルはL＆Gグローバルビジネスが運営する『HOTEL SHE, 』であったが、今作では湘南のアートホテル『ミスモーガンホテル』で開催された。また『ANOTHER DOOR -ホーリーシーズン-』の開催を記念し、同シリーズ作品である『ANOTHER DOOR』の再演も６公演限定でおこなわれた。

## 上演作品
| 次数      | 公演名                                                       | 公演年                     | 備考 |
| --------- | ------------------------------------------------------------ | -------------------------- | --- |
| 第1回公演 | 泊まれる演劇 In Your Room 『ROOM101』                        | 2020年5月 / 7月(再演)      | 自宅に届く手紙や謎の電話をもとに物語の真実に近づくオンライン没入型サスペンス。                                                                                |
| 第2回公演 | 泊まれる演劇 In Your Room 『ROOM102』                        | 2020年6月                  | 旅をテーマにしたオンライン没入型サスペンス。『MIDNIGHT MOTEL』の前日譚。                                                                                      |
| 第3回公演 | 泊まれる演劇 In Your Room『ANOTHER DOOR』                    | 2020年7月,8月 / 12月(再演) | 『ホテルサマードリーム』を舞台に、オンライン上で開催される恋愛リアリティショーに参加する6人の男女たちの運命を覗き見、介入することができるオンライン演劇作品。 |
| 第4回公演 | 泊まれる演劇『STRANGE NIGHT』                                | 2020年8月                  | 実際にHOTEL SHE, KYOTOにチェックインし夜のホテルを彷徨い歩きながら進められる物語。『MIDNIGHT MOTEL』の前日譚。架空のホテル、モーテル・アネモネが舞台。        |
| 第5回公演 | 泊まれる演劇 In Your Room『ANOTHER DOOR -ホーリーシーズン-』 | 2020年12月                 | クリスマスを目前に開催された、オンラインマッチングイベントに参加した男女8人。視聴者がその運命を覗き見、介入することができるオンライン演劇作品。               |
| 第6回公演 | 泊まれる演劇『MIDNIGHT MOTEL』                               | 2021年6月振替公演予定      | 実際にHOTEL SHE, KYOTOにチェックインし夜のホテルを彷徨い歩きながら進められる物語。架空のホテル、モーテル・アネモネが舞台。                                    |

## メンバー
- 花岡直弥（企画・プロデュース）
- 篠原彩音（制作・運営）
- 中村健太（システム・音響）
- 清水遼（デザイン）
- 安藤名穂（デザイン）
- 山野莉央（制作・俳優）
- 豊福咲希子（映像PR）
- 大丸勇気